# Leptataspis fulvicollis
Leptataspis fulvicollis är en insektsart som först beskrevs av Walker 1851.  Leptataspis fulvicollis ingår i släktet Leptataspis och familjen spottstritar. Inga underarter finns listade i Catalogue of Life.